# Mydaea brevis
Mydaea brevis är en tvåvingeart som beskrevs av Wei 1994. Mydaea brevis ingår i släktet Mydaea och familjen husflugor.
Artens utbredningsområde är Guizhou (Kina). Inga underarter finns listade i Catalogue of Life.